# Ghiacciaio del Calderone
(Francesco De Marchi, In Cima al Corno Monte, 1573)
Il ghiacciaio del Calderone è stato l'unico ghiacciaio appenninico. Era situato nell'appennino abruzzese e in particolare all'interno del massiccio del Gran Sasso d'Italia, sul versante settentrionale del Corno Grande; era posto in una conca esposta direttamente a nord, chiusa e relativamente ombreggiata da due linee di cresta, ad una quota compresa tra i 2 650 e i 2850 m s.l.m. circa, nel territorio del comune abruzzese di Pietracamela. A causa dei cambiamenti climatici il ghiacciaio è quasi del tutto scomparso e il poco ghiaccio rimasto è stato declassato nel 2019 a glacionevato.

## Storia

Fotografia del ghiacciaio del Calderone nel 1916 (Foto O. Marinelli)

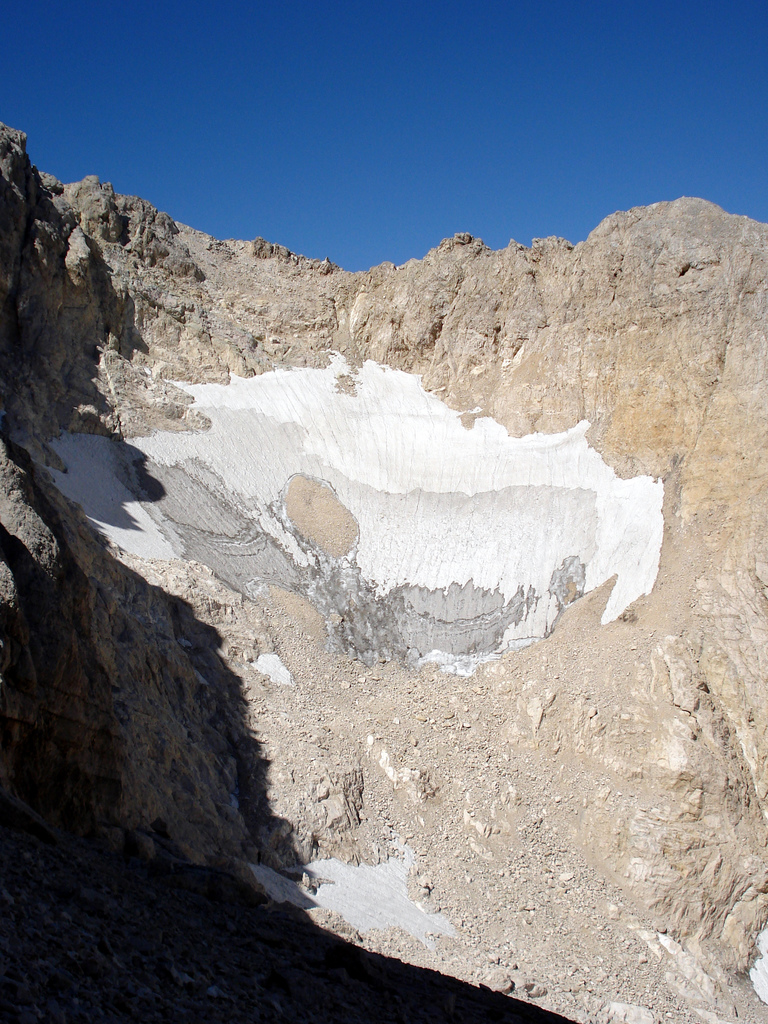
Ghiacciaio del Calderone, parte sommitale, estate 2007

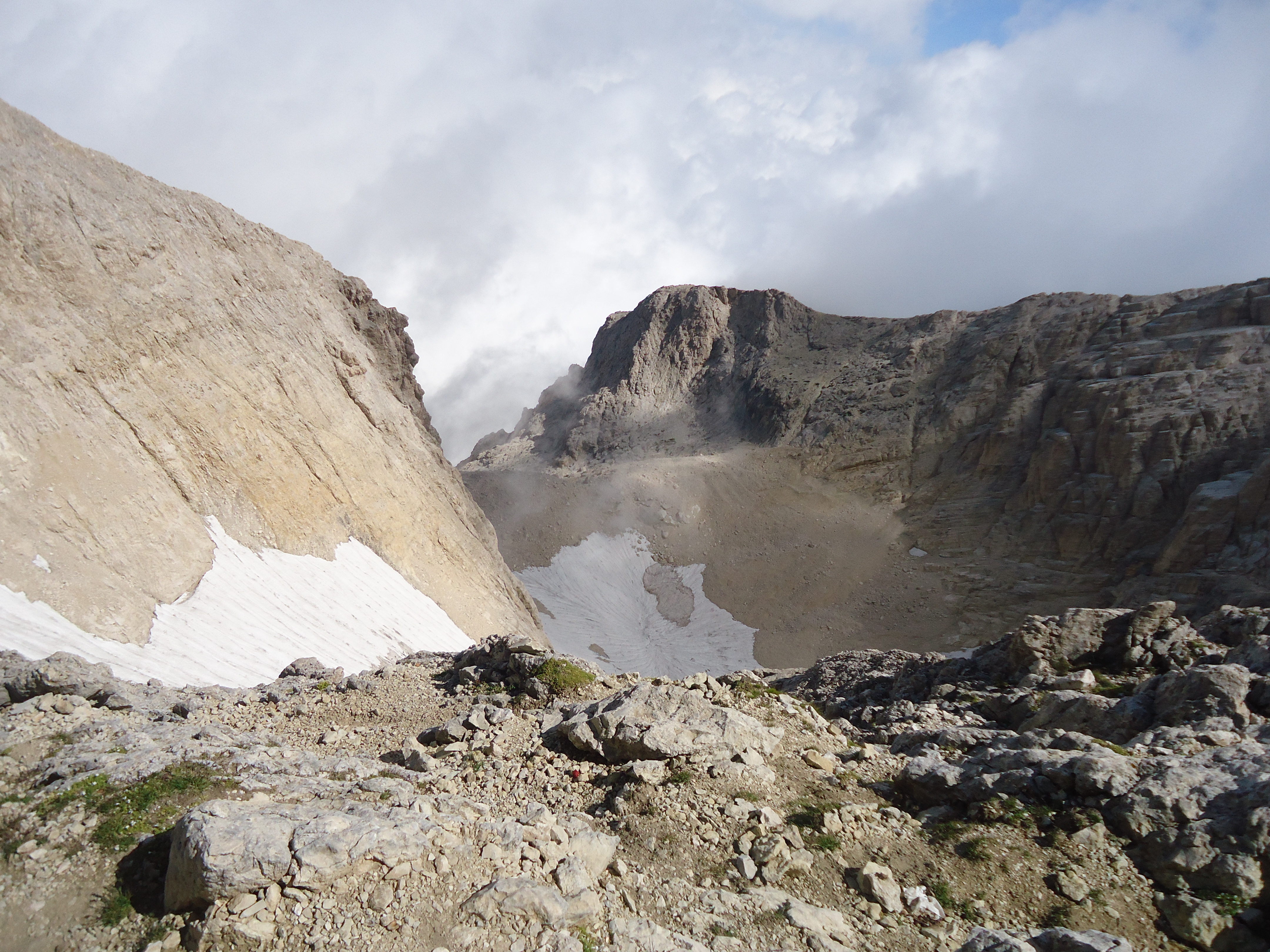
La conca alta del ghiacciaio vista dall'alto

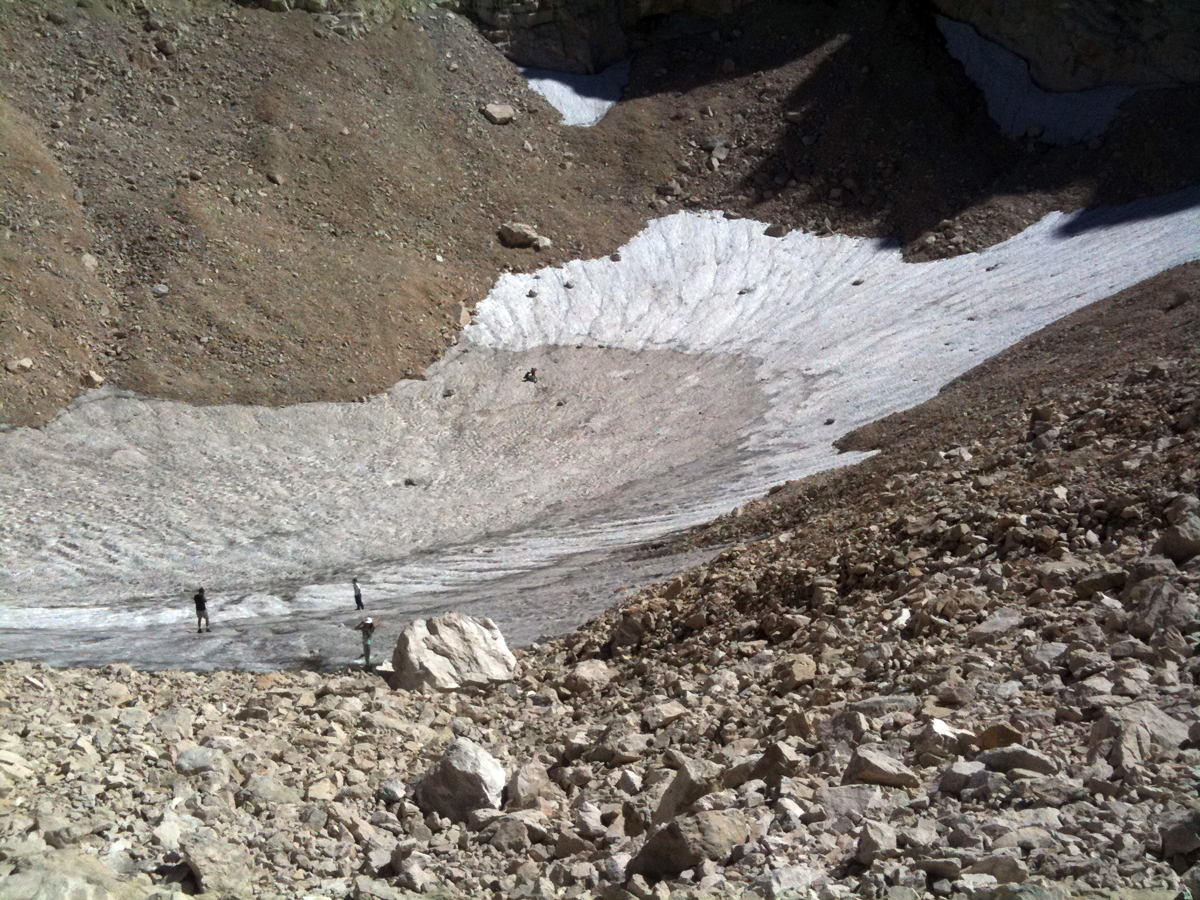
Ghiacciaio del Calderone, parte inferiore, settembre 2011

Il ghiacciaio del Calderone si formò durante le grandi glaciazioni del Quaternario, quando occupava tutto il vallone delle Cornacchie nel versante nord-est teramano di Pietracamela/Prati di Tivo, giungendo probabilmente fino al punto dove si trova attualmente il Rifugio S. Nicola (quota 1665 m s.l.m.).
Probabilmente scomparso dopo l'ultimo periodo glaciale, si riformò con minor estensione intorno al XV secolo a causa dell'improvviso irrigidimento del clima. Durante la Piccola era glaciale, e in particolare fra il 1550 e il 1850, il ghiacciaio del Calderone raggiunse la sua massima espansione in epoca storica, occupando tutto il circo glaciale delimitato dalla grande morena frontale, in parte risalente al suddetto periodo.

## Descrizione
Ampiamente studiato da geologi e glaciologi di tutto il mondo in quanto unico ghiacciaio appenninico rimasto dopo la fine dell'ultimo periodo glaciale (in altre località appenniniche sono presenti infatti solamente placche di neve pluriennali, come quelle del Vallone delle Cornacchie, del Gravone e del Fondo della Salsa), con la sua latitudine di 42°28' nord è tradizionalmente considerato il ghiacciaio più meridionale d'Europa, non considerando la catena dell'Elbrus (comunemente considerata come parte dell'Asia) e non venendo considerati come ghiacciai alcuni apparati recentemente discussi in letteratura. 

### Conformazione
Attualmente il ghiacciaio è classificato come un glacieret o glacio nevato, ovvero ghiaccio senza movimento gravitativo; il Calderone Inferiore è collocato alla base del circo glaciale e si presenta completamente ricoperto di detriti (ghiaccio fossile), a differenza del Calderone Superiore, localizzato nella parte alta del circo e libero da copertura detritica; le placche di ghiaccio residue agli inizi degli anni 1990 avevano uno spessore massimo di circa 25 metri nella parte inferiore; da allora si registra una costante riduzione.
La superficie del ghiacciaio è soggetta ad ampia variabilità stagionale e interannuale in funzione delle mutevoli condizioni meteo-climatiche. Tuttavia, la dinamica dell'apparato è quella tipica di un ghiacciaio in via di estinzione, fatto questo denotato dalla scissione in due parti e dal ricoprimento del ghiaccio da parte di detriti i quali, temporaneamente, contribuiscono a conservare il ghiaccio residuo. 

### Ritiro dal 1850
A partire dalla metà dell'Ottocento, dopo la fine della Piccola era glaciale e l'inizio dell'attuale fase di riscaldamento globale, iniziò a ritirarsi, passando da un'area di 7,5 ettari nel 1916 a una di 4,5 ettari alla fine del secolo scorso. 
Nel 1925 presentava ancora crepacci e piccoli seracchi, oggi del tutto assenti. Da misurazioni sistematiche, effettuate fra il 1929 e il 1960 da Dino Tonini per conto del Comitato Glaciologico Italiano, risultò che il ghiacciaio ha perduto, in un quarto di secolo, quasi mezzo milione di metri cubi di volume (420.000 m³). Complessivamente tra il 1800 circa e il 2000 il ghiacciaio è passato da più di quattro milioni di metri cubi di ghiaccio a meno di 500.000 metri cubi. Il volume si è quindi ridotto di circa il 90% e la superficie del 50%.
Tra il 2003 e il 2006 è cresciuto di poco grazie all'aumento delle precipitazioni invernali negli Appennini. Nel 2007, complice uno scarso innevamento dovuto ad un inverno mite e con scarse precipitazioni, e un'estate molto calda per lo stazionamento dell'anticiclone africano, il ghiacciaio ha subito una fortissima riduzione.
Nel 2008, invece, complice un inverno più umido ed un'estate che non ha fatto registrare grossi picchi di caldo, il ghiacciaio si è presentato in una situazione migliore rispetto allo stesso periodo del 2007. Anche le annate 2009, 2010, 2013, 2014 sono state relativamente positive, mentre il 2015 e 2016 hanno visto nuove riduzioni.
Nel 2017 al pari del 2012 e del 2007, a causa di simili condizioni meteo-climatiche, il ghiacciaio ha subito una nuova fortissima riduzione nella sua parte esterna visibile raggiungendo probabilmente il suo minimo storico da inizio rilevamento. 
| Variazione volumetrica e areale del ghiacciaio del Calderone: |         |           |
| Anno                                                          | Area m² | Volume m³ |
| 1794                                                          | 104.257 | 4.332.207 |
| 1884                                                          | 90.886  | 3.382.166 |
| 1916                                                          | 63.335  | 3.386.485 |
| 1934                                                          | 59.713  | 2.461.529 |
| 1960                                                          | 60.030  | 1.729.934 |
| 1990                                                          | 52.586  | 360.931   |
| 2005                                                          | 32.900  | ---       |
| 2006                                                          | 32.700  | ---       |
| 2008                                                          | 35.545  | ---       |

### Lago Sofia
Posto a 2678 m vi era, un tempo, un lago proglaciale, il Lago Sofia, che iniziò a ridursi a partire dagli anni 1970, durante la costruzione del traforo del Gran Sasso, fino alla sua completa estinzione alla fine degli anni 1980. 
Con un diametro variabile tra gli 8 metri e i 60 metri e una profondità di circa 3 metri, era alimentato dall'acqua di fusione del ghiacciaio, che vi confluiva attraverso due o più ruscelli; l'acqua poi si incanalava in un inghiottitoio che in alcune estati rimaneva ostruito dal ghiaccio formando appunto il lago. Negli ultimi anni si è verificato un nuovo riempimento nella conca dove c'era il laghetto dell'acqua di fusione dei ghiacci, presente soprattutto in primavera.

## Accessibilità
Il ghiacciaio è raggiungibile tramite i percorsi di avvicinamento e salita sul Corno Grande attraverso le vie normali al Gran Sasso, ovvero sia dal versante teramano di Prati di Tivo attraverso il Vallone delle Cornacchie e il Rifugio Franchetti, sia dal versante aquilano di Campo Imperatore, raggiungendo in entrambi i casi la Sella dei due Corni posta alla base della conca del ghiacciaio.

## Film
- Nel 1949 vi è stato girato il film La roccia incantata.